# Ponticola gorlap
Ponticola gorlap е вид лъчеперка от семейство Попчеви (Gobiidae).

## Разпространение
Видът е разпространен в Азербайджан, Армения, Иран, Казахстан, Русия и Туркменистан.